# Sallywalkerana
Genre
Synonymes
- genre Walkerana Dahanukar, Modak, Krutha, Nameer, Padhye & Molur, 2016[1]

Sallywalkerana est un genre d'amphibiens de la famille des Ranixalidae.

## Systématique
Ce genre a été initialement créé, la même année, sous le taxon Walkerana. Toutefois ce dernier était déjà occupé pour désigner un genre d'insectes de la famille des Gryllidae, Walkerana Otte & Perez-Gelabert, 2009. Pour cette raison les auteurs l'ont rebaptisé Sallywalkerana.

## Répartition
Les trois espèces de ce genre sont endémiques des Ghats occidentaux en Inde.

## Liste des espèces
Selon Amphibian Species of the World (19 novembre 2016) :
- Sallywalkerana diplosticta (Günther, 1876)
- Sallywalkerana leptodactyla (Boulenger, 1882)
- Sallywalkerana phrynoderma (Boulenger, 1882)

## Étymologie
Les noms des genres Walkerana puis Sallywalkerana ont été choisis en l'honneur de madame Sally Walker notamment pour sa contribution dans l'amélioration des zoos du Sud-Est asiatique.

## Publication originale
- (en) Neelesh Dahanukar, Nikhil Modak, Keerthi Krutha, P. O. Nameer, Anand D. Padhye et Sanjay Molur, « Sallywalkerana, a replacement name for Walkerana Dahanukar et al. 2016 (Anura: Ranixalidae) », Journal of Threatened Taxa, Wildlife Information Liaison Development Society (d), vol. 8, no 11,‎ 26 septembre 2016, p. 9381 (ISSN 0974-7893 et 0974-7907, DOI 10.11609/JOTT.3056.8.11.9381, lire en ligne).